# Hällristningarna i Bardal

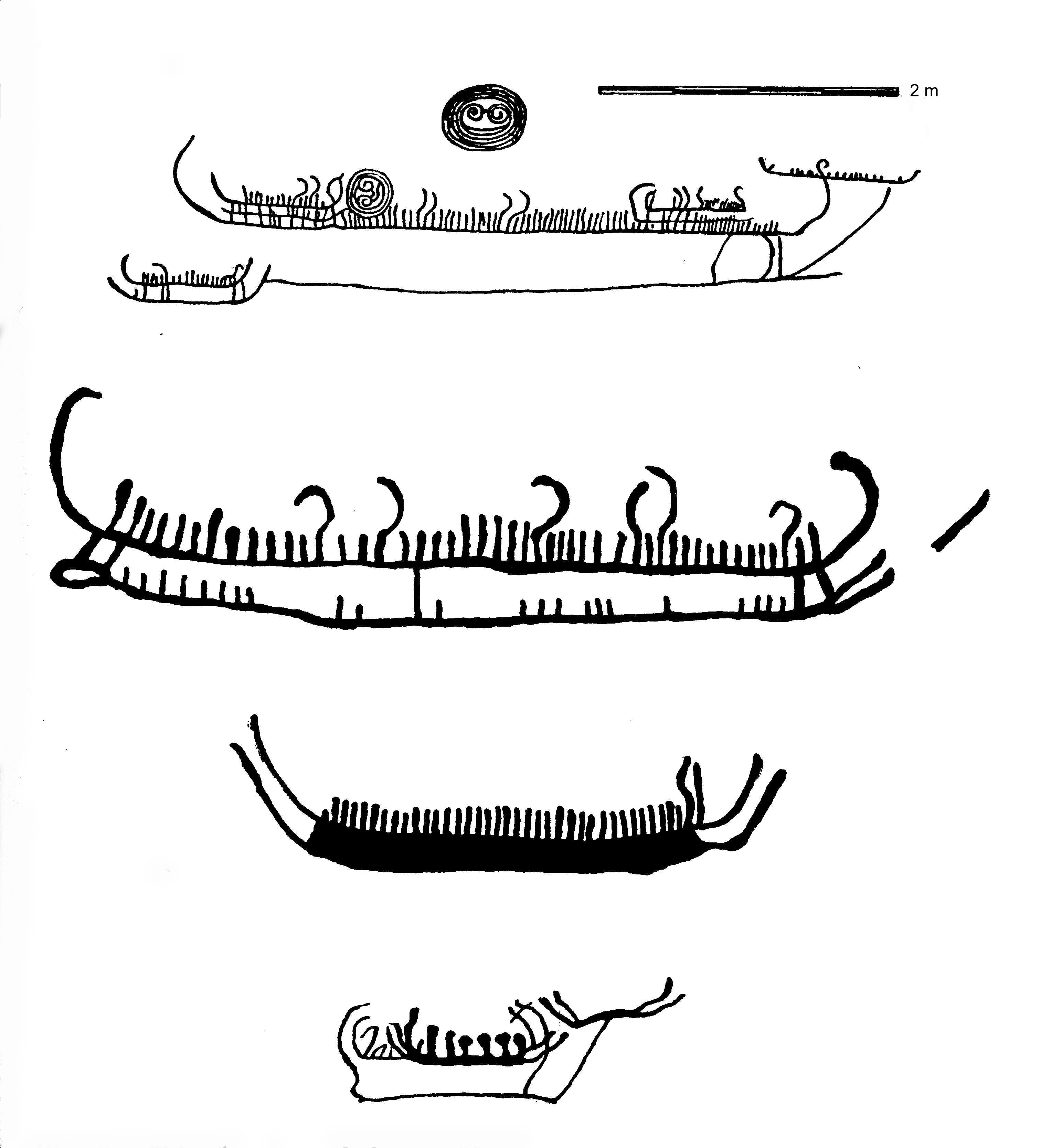
Teckning av några av hällristningarna i Bardal.

Hällristningarna i Bardal, Bardalsristningarna, är ett hällristningsfält i Steinkjers kommun i Nord-Trøndelag i Norge, vid Bardal 11 kilometer väster om tätorten Steinkjer.
Fältet består av cirka 400 figurer, och utmärker sig genom att både jaktristningar och så kallade bonderistningar är representerade. Jaktristningarna består av ren, älg, val och simfåglar, medan bonderistningarna domineras av båtfigurer. Bardalsristningarna har varit viktiga i diskussionen om olika ristningstypers ålder och huruvida olika ristningstyper avspeglar olika kulturgrupper. Den vanligaste uppfattningen är att fältet har använts under lång tid och att de olika ristningstyperna reflekterar kronologiska skillnader, där jaktristningarna är de äldsta.